# 마스트리흐트 아헨 공항

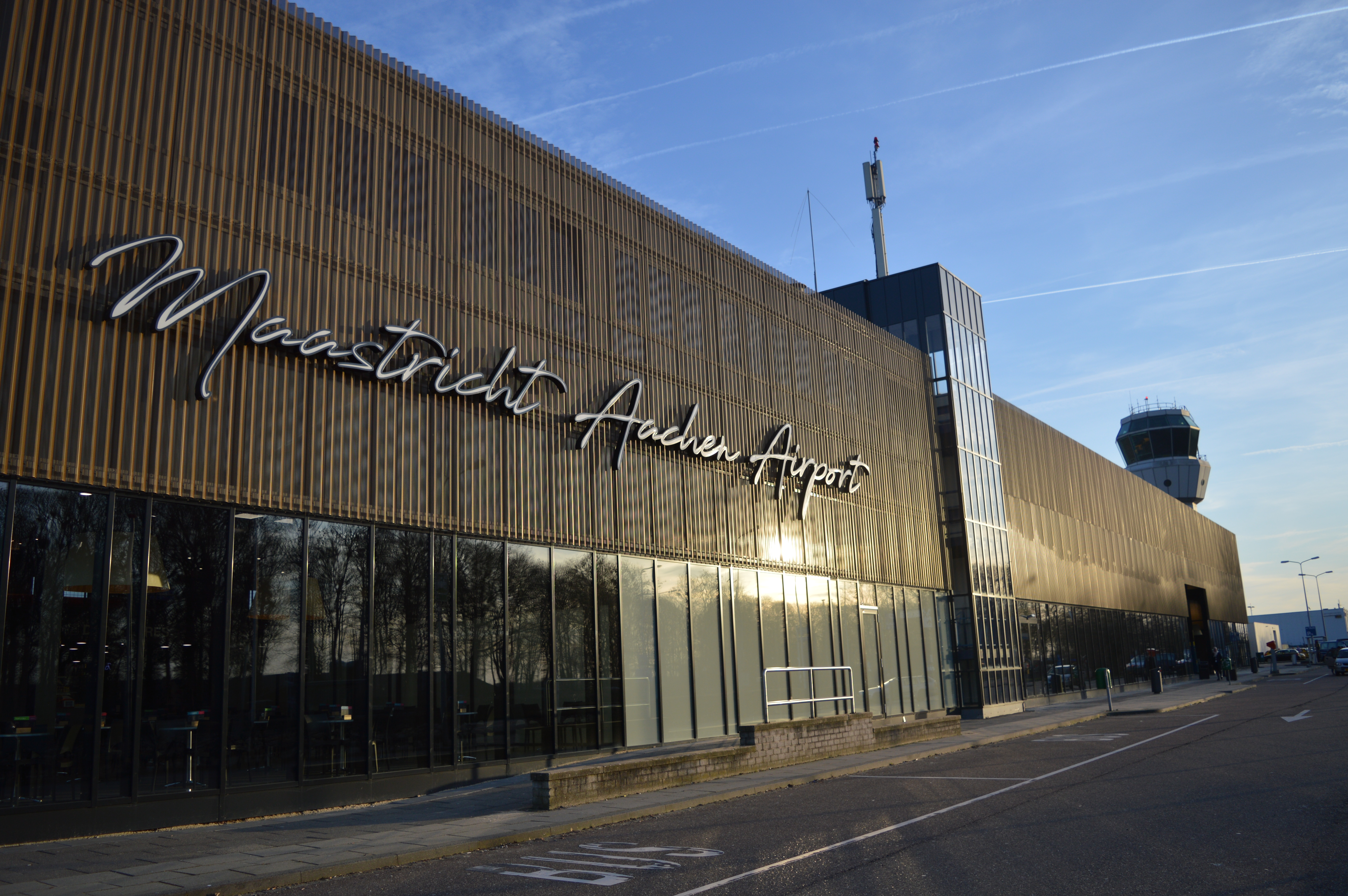

마스트리흐트 아헨 공항(Maastricht Aachen Airport, IATA: MST, ICAO: EHBK)은 마스트리흐트에서 북동쪽으로 5NM(9.3킬로미터) 지점, 독일 아헨에서 북서쪽으로 15NM(28킬로미터) 지점에 위치한 림뷔르흐주의 지역 공항이다. 네덜란드의 화물항공편을 위한 2번째로 큰 허브 공항이다. 2016년 기준으로 이 공항의 승객 수는 176,000명이며 처리한 화물은 60,000톤이다.

## 통계
| 연도 | 승객    | 화물    |
| ---- | ------- | ------- |
| 2006 | 270,086 | 54,000  |
| 2007 | 134,579 | 58,000  |
| 2008 | 231,824 | 55,000  |
| 2009 | 135,696 | 53,000  |
| 2010 | 226,635 | 62,000  |
| 2011 | 333,910 | 65,000  |
| 2012 | 305,439 | 52,000  |
| 2013 | 429,545 | 54,000  |
| 2014 | 241,473 | 57,000  |
| 2015 | 195,180 | 57,000  |
| 2016 | 176,562 | 60,000  |
| 2017 | 167,544 | 87,000  |
| 2018 | 274,986 | 125,000 |
| 2019 | 430,030 | 109,000 |
| 2020 | 81,000  | 136,000 |
| 2021 | 98,000  | 128,000 |

출처: Statistics Netherlands